# Hiromi Nakashima
Hiromi Nakashima (中島 宏海 Nakashima Hiromi?), född 8 augusti 1993 i Fukuoka prefektur, är en japansk fotbollsspelare.
Nakashima började sin karriär 2016 i Briobecca Urayasu. 2017 flyttade han till Grulla Morioka.